# Павел Бокша
Павел Бокша ТІ, варіант прізвища Бокса (пол. Paweł Boksza; 1552, Слуцьк — 4 вересня 1627, Вільно) — церковний діяч Речі Посполитої, священник-єзуїт, богослов, педагог, ректор Віленської єзуїтської академії і університету в 1599—1602 роках, провінціал Литовської провінції єзуїтів (1608—1614).

## Життєпис
Народився 1552 року в Слуцьку. Син Петра і Ядвіги Сераковської. Вступив до Товариства Ісуса 20 листопада 1575 року на новіціят в Римі і там здобув богословську освіту. Був настоятелем у Кракові (1581—1582), професором гебрейської мови у Вільні (1582), віце-ректором Віленської академії (1582—1585), секретарем і заступником провінціала 1585—1595, проповідником у Познані (1596—1597). У 1597—1599 роках — ректор Браунсберзької колегії єзуїтів, а в 1599—1602 роках ректор Віленської академії і університету Товариства Ісуса. Віце-провінціал (1601—1608) і провінціал (1608—1614) Литовської провінції єзуїтів, препозит дому професів у Вільні (1614—1622).
Досконалий організатор, мав великий вплив на відокремлення Литовської провінції єзуїтів від Польської провінції, а потім і на її розвиток. Впивав також на мистецьку діяльність польських і литовських єзуїтів. Був делегатом на VI (1608) і VII (1615—1616) Генеральних Конрегаціях єзуїтів у Римі.
Помер у Вільні 4 вересня 1627 року.